# Karol Frycz
Karol Frycz (Cieszkowce, 29 marzo 1877 – Cracovia, 30 agosto 1963) è stato un pittore, regista e scenografo polacco.

## Biografia

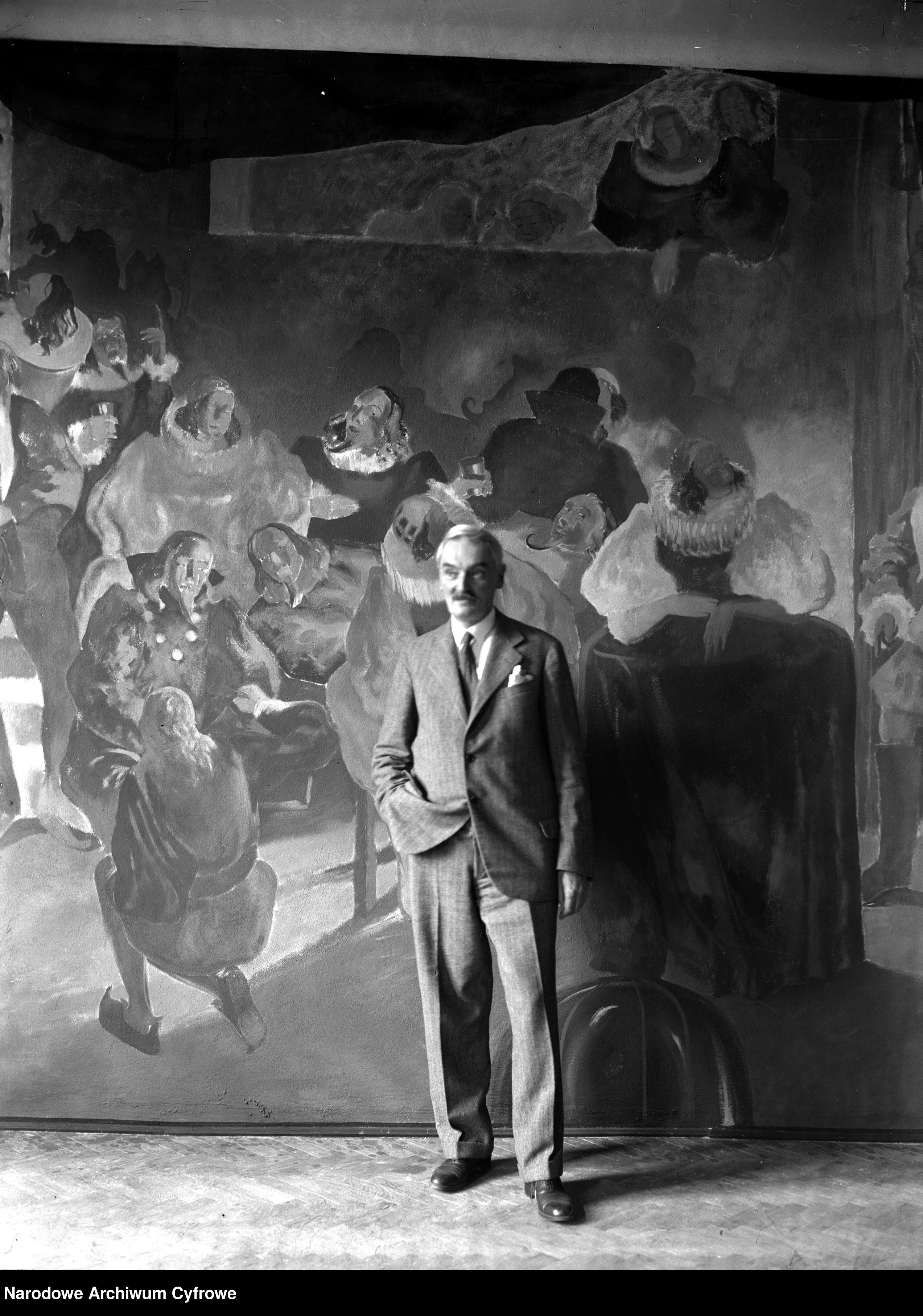
Karol Frycz nel 1937

Proveniva dalla famiglia von Fritsch calvinista naturalizzata polacca, originaria della Sassonia, che si stabilì in Slesia nel XVIII secolo. Era il figlio dell'insorto diarista Kazimierz Frycz e di Helena Trzetrzewińska.
Ha studiato al Sant'Anna a Cracovia, e ha superato l'esame di maturità a Bochnia.
Successivamente studiò architettura alla Technische Universität München (1896-1898). Nel 1902 si diplomò con una medaglia d'oro presso il dipartimento di pittura della Scuola di Belle Arti di Cracovia. Fu allievo, tra gli altri artisti di spicco del modernismo polacco, di Stanisław Wyspiański, Józef Mehoffer e Leon Wyczółkowski.
Allo stesso tempo, ha studiato storia dell'arte all'Università Jagellonica. Negli anni 1902-1904 studiò alla Scuola Imperiale Reale di Artigianato Artistico a Vienna sotto la supervisione di Alfred Roller. Negli anni 1904-1905 continuò i suoi studi all'Académie Julian di Parigi e alla scuola William Moriss di Londra. Nel periodo 1905-1912 partecipò ai lavori della Società polacca di arti applicate, e negli anni 1905-1912 fu membro della direzione di questa società.
Una delle tecniche artistiche che Frycz ha imparato mentre studiava alla Kunstgewerbeschule di Vienna era il taglio. L'artista ha creato dipinti decorativi utilizzando carte colorate e adesivi finali con vari motivi. La più antica opera conosciuta di Frycz in questa tecnica era (costituita da frammenti di carte colorate da legatoria - principalmente marmi - nei toni blu-marrone-viola), il dipinto Madre chioccia con pulcini, firmato e datato: K. Frycz, Vienna 17 maggio 1903.
Frycz ha usato questa tecnica per circa 9 anni prima dell'introduzione del collage nella pittura da parte dei cubisti. L'artista ha utilizzato con entusiasmo questa tecnica fin dall'inizio della sua attività pittorica a Cracovia, iniziata nel 1904. Teofil Trzciński ha ricordato che Karol "si divertiva a comporre quadri realizzati senza l'uso di colori".
Nel 1906, Karol Frycz fece il suo debutto come scenografo al teatro di Cracovia. Ha disegnato decorazioni per Pelea e Melisanda. Nel 1907 fu l'organizzatore e l'autore della scenografia artistica per il funerale di Stanisław Wyspiański. In questa occasione Frycz progettò le decorazioni della cripta di Skałka e le decorazioni della città.
Quando nel 1906-1907 Arnold Szyfman (poi direttore del Teatro Polacco di Varsavia) creò il proprio teatro di cabaret a Cracovia con il nome di Figliki, Frycz si unì ai creatori. Frycz ha realizzato decorazioni per la sala del teatro in questo teatro e decorazioni, tra le altre al Principe Costante, Beatryks Cenci, Maiden Vows. Dal 1907 fu segretario della Società degli artisti polacchi Sztuka.
Negli anni 1908-1912, Frycz realizzò molte opere nel campo della decorazione d'interni, policromiche,  in chiese, palazzi e caffè. Nel 1912 si trasferì in Africa. Ha realizzato scenografie per il Teatro Polacco negli anni 1913-1931.
Nel periodo 1919-1921 svolse funzioni diplomatiche in Estremo Oriente. È stato consigliere culturale della legazione polacca a Tokyo, nonché addetto culturale presso il commissario polacco in Siberia. A quel tempo, era docente nelle università di Tokyo, Kyoto e Osaka.
Nel 1921 tornò in Polonia e iniziò a lavorare con il Teatro Polacco e il Teatro Mały di Varsavia. Il debutto alla regia di Frycz è stato con Ziemia nieludzka (1923).
Dal 1930 è professore all'Accademia di Belle Arti di Cracovia. Negli anni 1931-1933 collaborò anche con il Teatro Nazionale, e nel 1933 si trasferì definitivamente a Cracovia, dove nel periodo 1933-1935 fu scenografo al Teatro Juliusz Słowacki.
L'attività di Frycz ebbe grande importanza nel teatro polacco, soprattutto per la rivoluzione scenografica che portò in Polonia l'influsso delle nuove tecniche ed alla quale Frycz partecipò con un ruolo preminente.
La prima fase della sua attività fu contrassegnata dal peso preponderante che l'elemento scenografico assunse nello spettacolo; la seconda, in cui Frycz passò alla regia, segnò un tempo più equilibrato nello stile e nel linguaggio della rappresentazione.
Le realizzazioni di Frycz furono innumerevoli, sia in patria sia all'estero, inoltre svolse anche attività direttoriale in svariati teatri.

## Scenografie
- Książę Niezłomny (1906);
- Krakowiacy i Górale Jana Nepomucena Kamińskiego (1913);
- Wyzwolenie (1916);
- Amleto (1922);
- Cyrano de Bergerac (1924);
- Otello (1925);
- Giulio Cesare (1928);
- Le nozze di Figaro (1937);
- Il misantropo (1939).